# Wolf F. Wieland
Wolf Ferdinand Wieland (* 9. März 1948 in Obertraubling) ist ein deutscher Urologe und Gynäkologe, emeritierter Hochschullehrer und ehemaliger Klinikleiter.

## Leben
Wieland machte 1967 sein Abitur am humanistischen Albrecht-Altdorfer-Gymnasium Regensburg und studierte danach an der Ludwig-Maximilians-Universität München (LMU) Humanmedizin.
Er war zunächst als Gynäkologe am Klinikum München-Großhadern tätig, wechselte dann aber auf den Ruf eines namhaften Professors in das Fachgebiet der Urologie am Klinikum. Nebenbei lehrte er das Fach zunächst als Privatdozent und ab 1992 als außerplanmäßiger Professor an der LMU.
Nach der Habilitation an der LMU wurde er 1984 Chefarzt des Caritas-Krankenhauses St. Josef Regensburg, das seit 2003 als Akademisches Lehrkrankenhaus mit der Universität Regensburg kooperiert. Einhergehend mit dem Kooperationsvertrag wurde Wieland Ärztlicher Direktor der Klinik und Poliklinik für Urologie der Universität und auf den neu eingerichteten Lehrstuhl für Urologie der Hochschule berufen. Wieland war zuvor auch in Regensburg seit 1996 als außerplanmäßiger Professor für die Lehre des Faches Urologie an der Regensburger Universität verantwortlich.
Im September 2013 wurde er emeritiert. Wieland verfasste über 400 Publikationen und hielt über 500 Vorträge. Er trug mit dazu bei, dass das Universitätskrankenhaus St. Josef unter seiner Leitung nach dem Münchener Klinikum Großhadern und dem Klinikum der Medizinischen Hochschule Hannover die meisten habilitierten Urologen in Deutschland hervorgebracht hat.

## Ehrungen
Anlässlich seiner Emeritierung gab die Klinik und Poliklinik für Urologie am Caritas-Krankenhaus St. Josef das Taschenbuch Wie wir wurden, was wir sind … – Urologie für Regensburg und Ostbayern heraus. 2015 verlieh ihm die Stadt Regensburg die Albertus-Magnus-Medaille.